# Lamellarea quadrata
Lamellarea quadrata är en kvalsterart som beskrevs av Coetzee 1987. Lamellarea quadrata ingår i släktet Lamellarea och familjen Lamellareidae. Inga underarter finns listade i Catalogue of Life.